# Linda Chalupová
Linda Chalupová (* 1986) ist eine tschechische Ökotrophologin. Sie ist Professorin für Umwelt- und Nachhaltigkeitswissenschaften an der Hochschule Fulda und Prodekanin des dortigen Fachbereichs „Oecotrophologie“.

## Leben
Chalupová wurde in Tschechien geboren und absolvierte dort ihre schulische Laufbahn. Von 2006 bis 2009 studierte sie Ökotrophologie und anschließend bis 2012 Food Science an der Hochschule für Angewandte Wissenschaften Hamburg (HAW). 2017 promovierte sie an der HAW und an der Justus-Liebig-Universität Gießen in den Fachbereichen Umwelt- und Ressourcenmanagement.
Von 2012 bis 2014 war sie wissenschaftliche Mitarbeiterin im Forschungs- und Transferzentrum „Nachhaltigkeit und Klimafolgen-Management“ der HAW. Im Anschluss war sie in der Privatwirtschaft tätig, zuletzt von 2020 bis 2022 als Direktorin für Nachhaltigkeit bei der Compass Group Deutschland.
Chalupová war Gastdozentin und Lehrbeauftragte an der HAW, der DHBW Mosbach und der Hochschule Hannover. Im Dezember 2022 wurde sie als Professorin an die Hochschule Fulda berufen.
Sie lebt in Hamburg und Fulda.

## Forschung und Wirken
Chalupová forscht schwerpunktmäßig zur Optimierung und Implementierung von Nachhaltigkeitsmanagementsystemen, zu Corporate Social Responsibility und zum Compliance Management. Dazu gehören insbesondere Umwelt- und Abfallmanagement in Lebensmittelbetrieben sowie Lebensmittelverschwendung im Allgemeinen. Im Fokus ihrer Arbeit steht laut einem Porträt in der Fuldaer Zeitung die zügige und effektive Umsetzung von Lösungen durch Wissenstransfer aus der Forschung in die Praxis und umgekehrt.
Sie nimmt eine Reihe ehrenamtlicher Funktionen wahr, beispielsweise als Mitglied des Leitungsteams des „Fachkreis Nachhaltigkeit“ der Deutschen Gesellschaft für Qualität, als Vorstandsmitglied für Finanzen der Zentrale für Ernährungsberatung und als Vorstandsmitglied der Deutschen Gesellschaft für Ernährung in Hessen. Außerdem wirkt sie in der Gremienarbeit der Internationalen Organisation für Normung (ISO) sowie des Deutschen Instituts für Normung (DIN) mit.
2020/21 war sie an der Entwicklung einer hauseigene Zertifizierung der Compass-Group zum Gesundheitsschutz im Kontext der COVID-19-Pandemie beteiligt. 2021 begleitete sie eine gemeinsame Studie der Justus-Liebig-Universität Gießen und der Compass Group Deutschland zur Konzeption CO2-neutraler Betriebsrestaurants.
Seit September 2023 leitete sie mit Mareike Täger und Silke Thiele eine Studie im Auftrag des Bundesministeriums für Ernährung und Landwirtschaft, zur Entwicklung eines Bewertungssystems der Nachhaltigkeit von Gemeinschaftsverpflegungen, für den 15. Ernährungsbericht der Deutschen Gesellschaft für Ernährung. Der Bericht wurde im November 2024 veröffentlicht.

## Bibliographie

### Bücher
- Nachhaltiges Abfallmanagement in Betriebsrestaurants. Verlag Neuer Merkur, Planegg 2017, ISBN 978-3-95409-043-3 (Dissertation).

### Normen
- Leitfaden für den Betrieb eines Gaststätten- und Hotelgewerbes in Vorbereitung sowie im Zuge eines Pandemiefalls. DIN SPEC 91448:2021-09. Beuth, Berlin 2021 (dinmedia.de [abgerufen am 6. Mai 2024]).

### Artikel und Beiträge (Auswahl)
- Mit M. Seidl: Nachhaltige Verpflegung im Krankenhaus. In: Management Handbuch Krankenhaus. medhochzwei Verlag, Heidelberg 2023, S. 1–22.
- Nachhaltige Krankenhausküche. In: GVmanager. August 2023, S. 40–42.
- Dekarbonisierung der Hauswirtschaft: Teil 1 bis 3. In: rhw management. Heft 5 bis 7–8. 2023, S. 24–26 (5), 40–42 (6), 32–34 (7–8).
- In a Nutschell: Alles, was führende Nachhaltigkeitsexperten im Blick haben müssen. In: Sustainable Value. Deutscher AnwaltsSpiegel. September 2022, S. 3 f.
- Klimaneutralität in Großküchen. In: rhw management. Mai 2022, S. 20–22.
- Den richtigen Weg zu Nachwuchskräften finden. In: rhw management. Juni 2019, S. 21–24.
- Beitrag von Betriebsrestaurants zum nachhaltigen Konsum am Beispiel vom Abfall. In: Walter Leal Filho (Hrsg.): Aktuelle Ansätze zur Umsetzung der UN-Nachhaltigkeitsziele. Springer Spektrum, Heidelberg 2019, ISBN 978-3-662-58716-4, S. 313–334, doi:10.1007/978-3-662-58717-1.
- Richtige Kommunikation zur Abfallvermeidung. In: rhw management. April 2018, S. 38–40.
- Mit Yulia Klimova: Lebensmittelabfälle im Speisesaal – Ursachen und Maßnahmen aus Sicht der Gäste in Betriebsrestaurants. In: Hauswirtschaft und Wissenschaft. Nr. 3, 2015, S. 135–142 (dghev.de [PDF; 3,8 MB; abgerufen am 6. Mai 2024]).